# Алымова (село)
Алымова — село в Карачевском районе Брянской области России. Входит в состав Дроновского сельского поселения.

## География
Село находится в восточной части Брянской области, в зоне хвойно-широколиственных лесов, к северу от автодороги Р120, на расстоянии примерно 11 километров (по прямой) к востоку от города Карачева, административного центра района. Абсолютная высота — 218 метров над уровнем моря.
Климат умеренно континентальный с теплым летом и умеренно морозной зимой. Годовое количество осадков — 500—600 мм. Средняя температура января составляет −8,6°, июля — +18,6°.
Часовой пояс
Село Алымова, как и вся Брянская область, находится в часовой зоне МСК (московское время). Смещение применяемого времени относительно UTC составляет +3:00.

## Население
| 2010 | 2013 |
| ---- | ---- |
| 186  | ↗188 |

Половой состав
По данным Всероссийской переписи населения 2010 года в гендерной структуре населения мужчины составляли 47,3 %, женщины — соответственно 52,7 %.
Национальный состав
Согласно результатам переписи 2002 года, в национальной структуре населения русские составляли 97 % из 209 чел.

## Улицы
Уличная сеть села состоит из семи улиц.